# Rodina R005

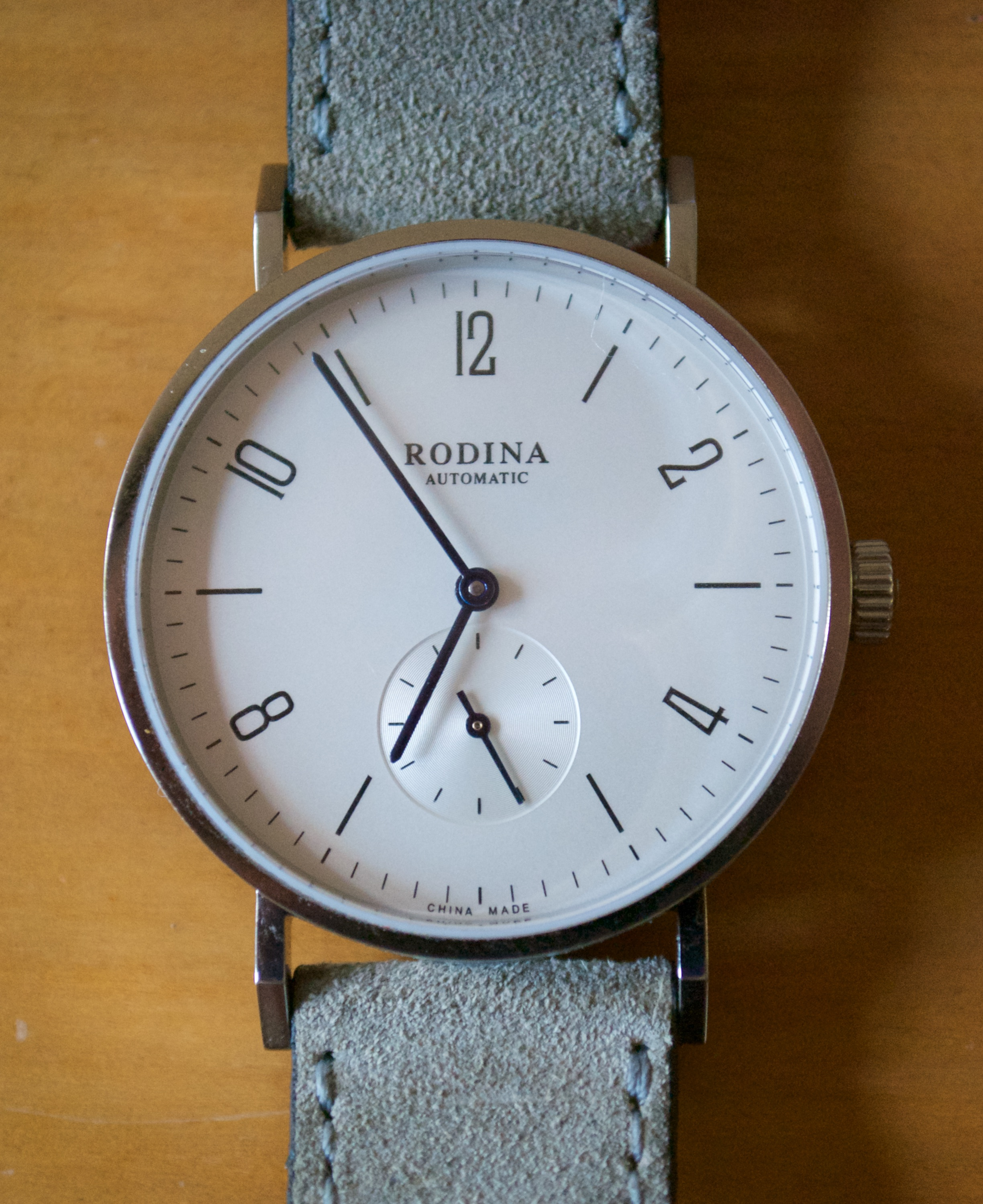
Aufnahme einer Rodina R005

Die Rodina R005 ist eine chinesische Armbanduhr, ausgestattet mit einem ST1701- bzw. ST1731-Uhrwerk der Marke Tianjin Seagull. Bei der Ausführung mit dem ST1701-Werk handelt es sich um die Ausführung ohne Datumsanzeige, im Gegensatz zum ST1731-Modell.

## Spezifikationen
Das Zifferblatt der Uhr hat einen Durchmesser von 38,4 respektive 39 mm (Version ohne Datumsanzeige) und ist 9,4 respektive 9 mm dick. Das Deckglas auf der Vorderseite besteht aus Saphirglas, dasjenige auf der Rückseite, welches einen Einblick auf das Uhrwerk gewährt, aus Mineralglas. Die Uhr besitzt in beiden Ausführungen eine Wasserdichtigkeit von 5ATM, welches einer Wassersäule von 50 m entspricht. Weiter sind die dunkelblauen Zeiger sowie die kleine Sekundenanzeige im unteren Teil des Zifferblatts optische Merkmale der Uhr.
Das Design ist augenscheinlich eine Hommage an dasjenige der Nomos Tangente. Dieses ist inspiriert vom Bauhaus-Stil.